# Řád Umajjovců
Řád Umajjovců (arabsky: وسام أمية الوطني) je nejvyšší vyznamenání Syrské arabské republiky. Založen byl roku 1934 a udílen je ve třech třídách.

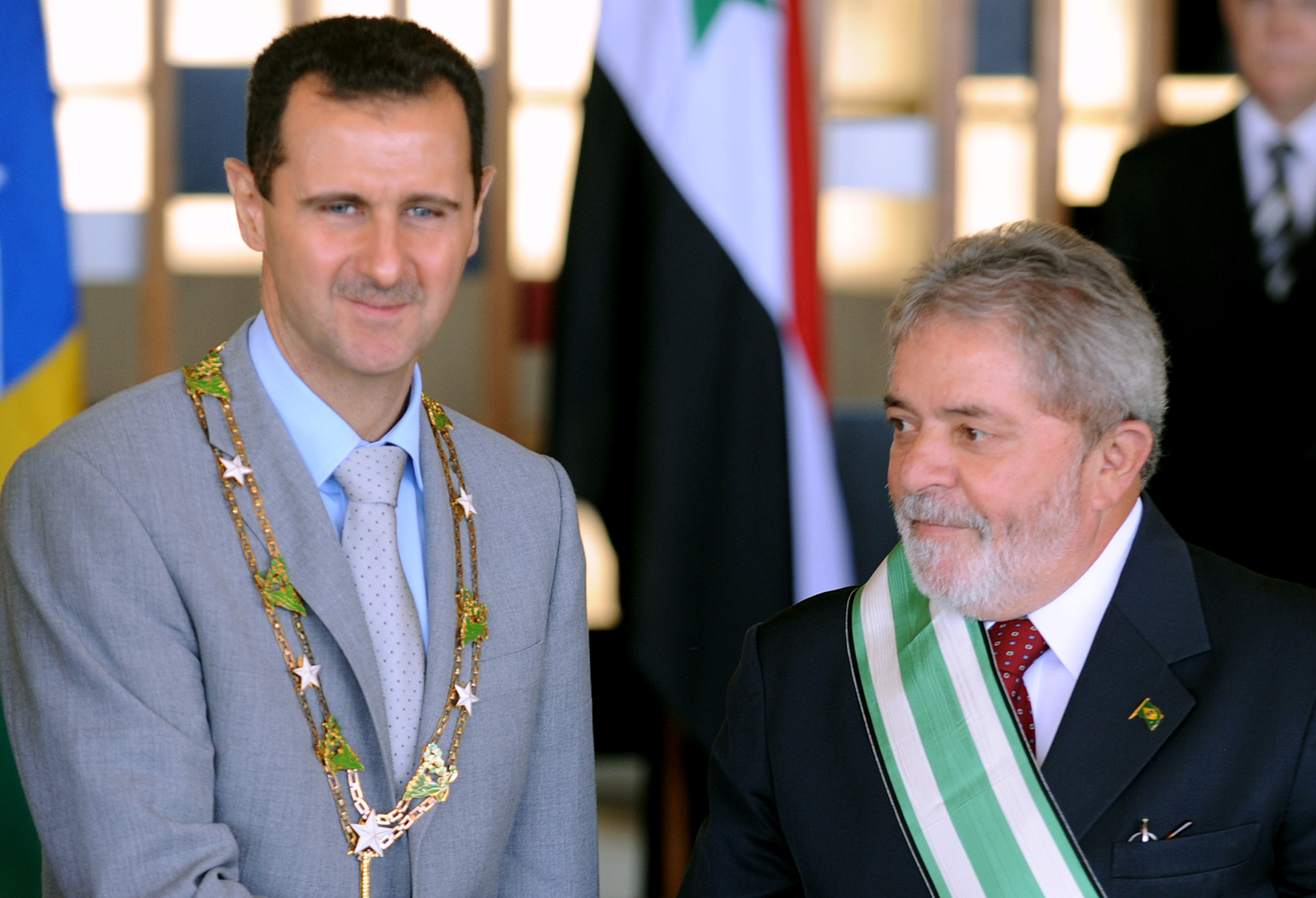
Brazilský prezident Luiz Inácio Lula da Silva s šerpou Řádu Umajovců. Řád obdržel od vedle stojícího prezidenta Sýrie Bašára al-Asada. 2010

## Historie
Řád byl založeno 12. července 1934. Pojmenován je po Umajjovském chalifátu.

## Třídy
Řád je udílen ve třech třídách:
- člen I. třídy
- člen II. třídy
- člen III. třídy

## Insignie
Řádový odznak má podobu stříbrné osmicípé hvězdy s cípy složenými z paprsků. Ve středu je velký kulatý, zeleně smaltovaný medailon se zlatou arabeskou. Střed medailonu je bíle smaltovaný a je na něm černý nápis v arabštině. Ke stuze je připojen jednoduchým kroužkem
Řádová hvězda je svým vzhledem podobná odznaku, má však výrazněji vykrojené cípy.
Stuha je zelená s černým lemováním na obou okrajích a prochází jí dva široké pruhy bílé barvy.